# Stappenbeck
Stappenbeck is een plaats en voormalige gemeente in de Duitse deelstaat Saksen-Anhalt, en maakt deel uit van de Landkreis Altmarkkreis Salzwedel.
Stappenbeck vormt samen met Buchwitz een Ortschaft van de gemeente Salzwedel. 
Stappenbeck zelf telde eind 2023 153 inwoners.  Het ligt 7 kilometer ten zuidoosten van de stad Salzwedel. 
Ten westen van Stappenbeck, aan de Jeetze, heeft in de middeleeuwen de Burcht Schulenburg gestaan. Dit was het stamslot van het adellijke geslacht Von der Schulenburg.
Buchwitz had eind 2023 217 inwoners. Het ligt 5½ kilometer ten zuidoosten van de stad Salzwedel.  Beide dorpen liggen één kilometer ten noordoosten van de Bundesstraße 71. 

## Evangelisch-lutherse kerkgebouwen

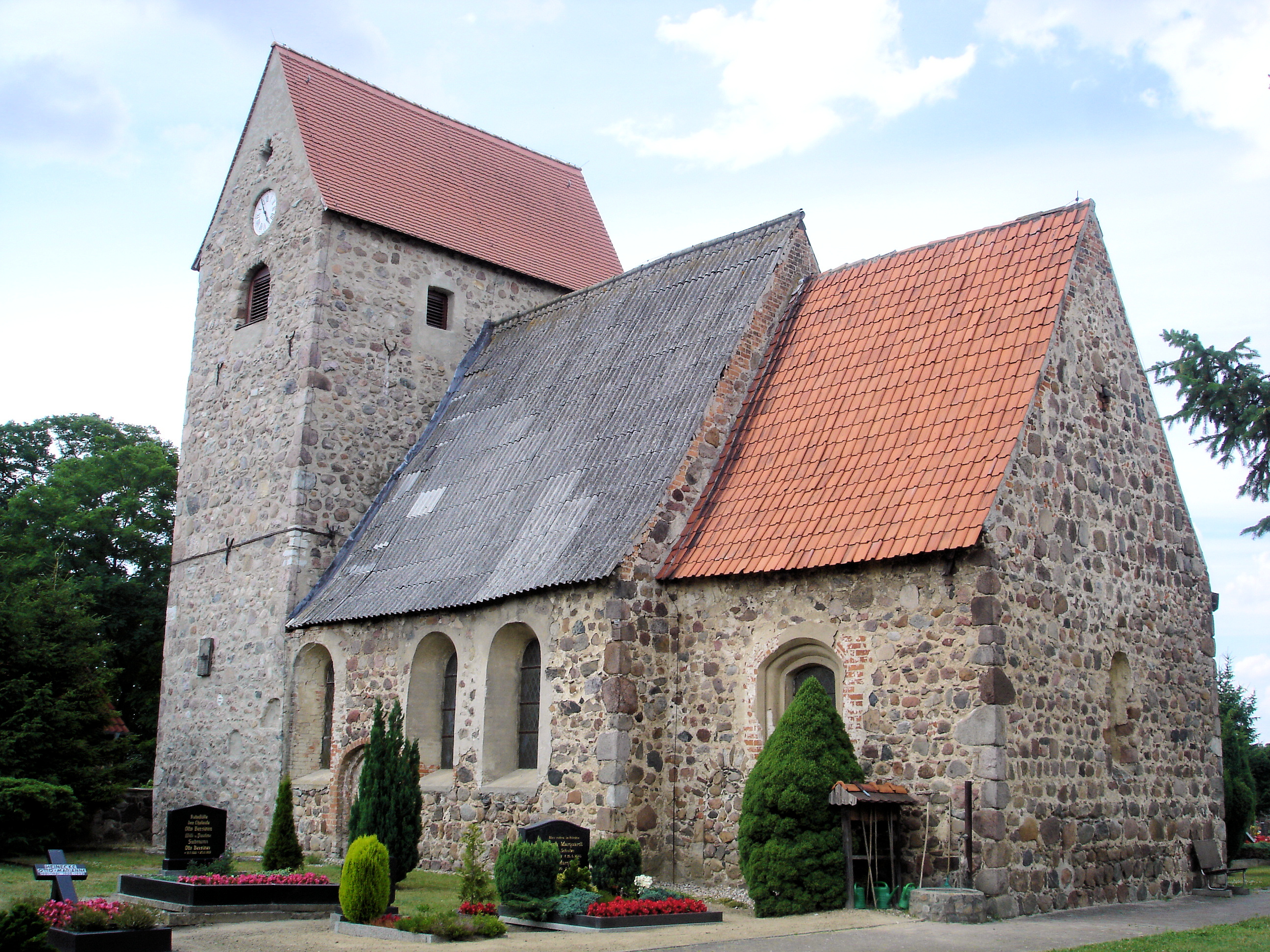
Dorpskerk te Stappenbeck
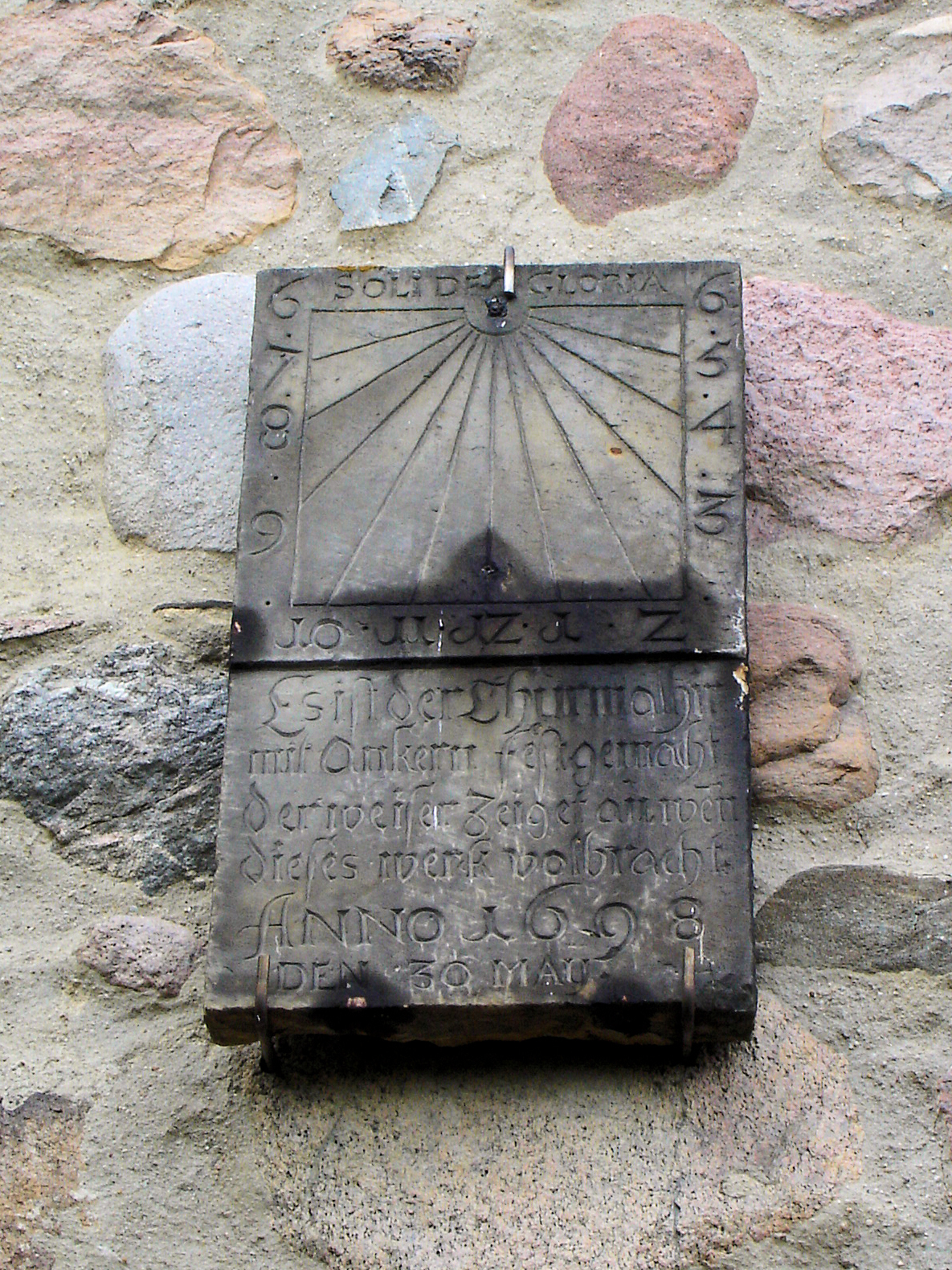
Zonnewijzer (1698) aan één der muren van dit kerkgebouw
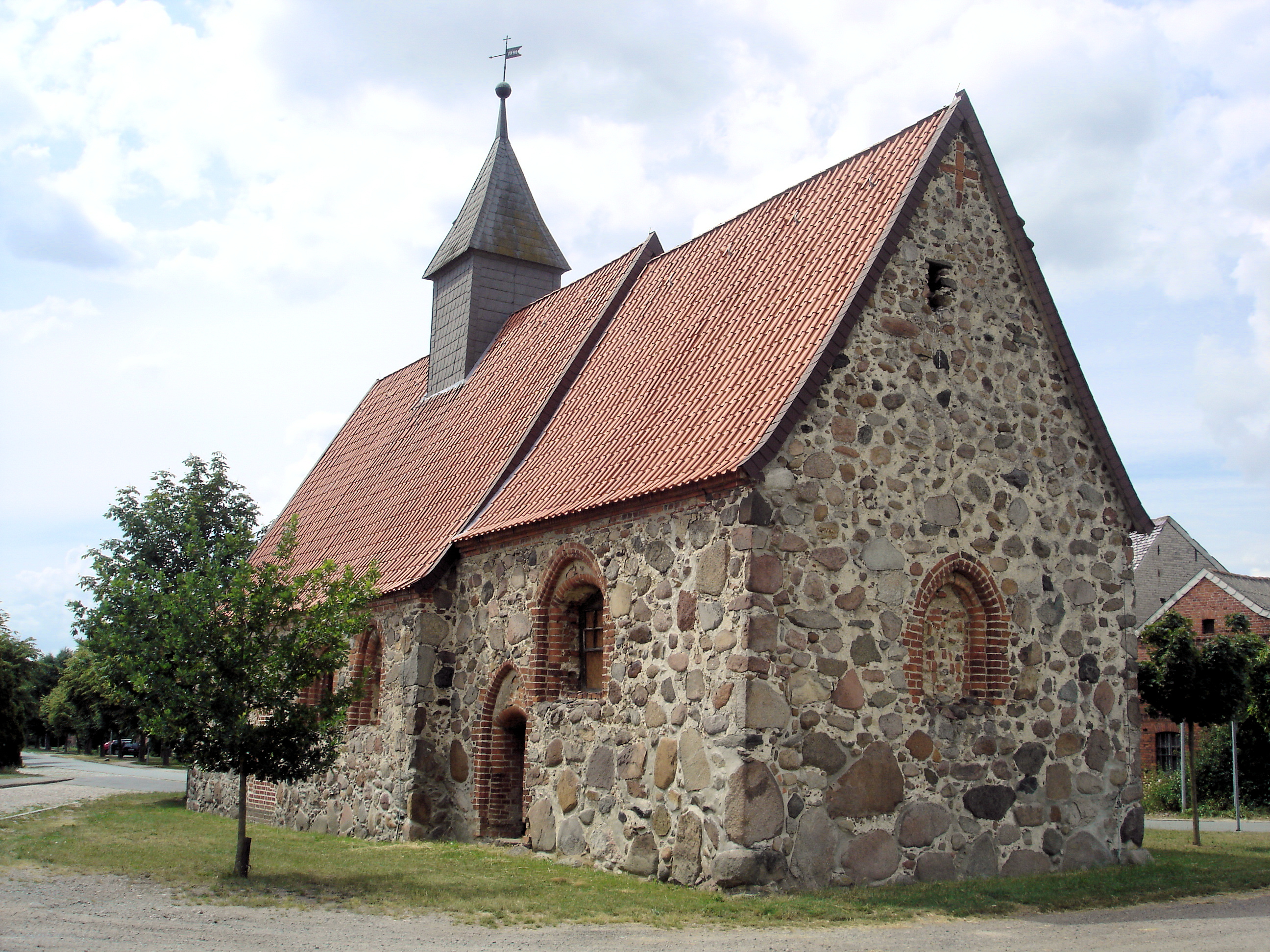
Zogenaamde Klaus- of Kluskirche, Stappenbeck
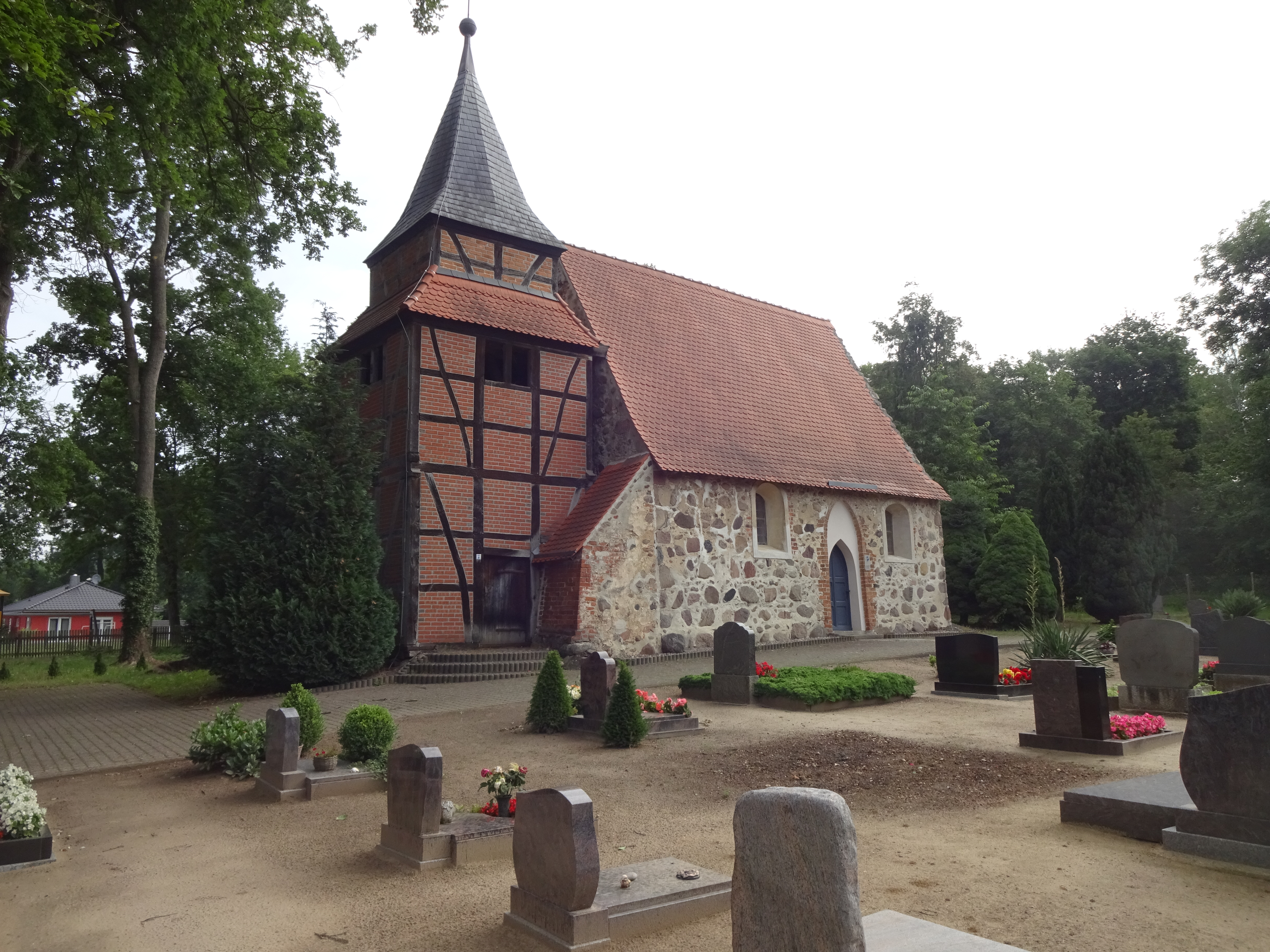
Dorpskerk te Buchwitz

De 13e-eeuwse Mariakerk te Stappenbeck bevat een kostbaar, kort vóór 1500 uit hout gesneden altaarstuk, gewijd aan Maria.
De ouderdom van de kerk van Buchwitz is onbekend, maar het godshuis lijkt uit de middeleeuwen te dateren. De toren is er in 1780 aangebouwd.